# Thiago Alves (MMA)
Pour les articles homonymes, voir Thiago Alves et Alves (homonymie).
Thiago Alves d'Araujo, né le 3 octobre 1983 à Fortaleza, est un pratiquant professionnel de Mixed Martial Arts brésilien. Il est actuellement en concurrence dans la division des poids mi-moyens de l'Ultimate Fighting Championship. Il est également champion de muay-thaï du Brésil.

## Palmarès en MMA
| 33 combats     | 22 victoires | 11 défaites |
| Par KO         | 12           | 2           |
| Par soumission | 2            | 4           |
| Sur décision   | 8            | 5           |

| Record | Résultat | Adversaire              | Méthode                       | Évènement                                    | Date              | Round | Temps | Lieu                                   | Notes                                                                           |
| ------ | -------- | ----------------------- | ----------------------------- | -------------------------------------------- | ----------------- | ----- | ----- | -------------------------------------- | ------------------------------------------------------------------------------- |
| 22-11  | Victoire | Patrick Côté            | Décision unanime              | UFC 210: Cormier vs. Johnson II              | 8 avril 2017      | 3     | 5:00  | Buffalo, New York, États-Unis          |                                                                                 |
| 21-11  | Défaite  | Jim Miller              | Décision unanime              | UFC 205: Alvarez vs. McGregor                | 12 novembre 2016  | 3     | 5:00  | New York, États-Unis                   |                                                                                 |
| 21-10  | Défaite  | Carlos Condit           | TKO (Arrêt du médecin)        | UFC Fight Night: Condit vs. Alves            | 30 mai 2015       | 2     | 5:00  | Goiânia, Goiás, Brésil                 | Thiago s'est cassé le nez                                                       |
| 21-9   | Victoire | Jordan Mein             | TKO (coup de pied au ventre)  | UFC 183: Silva vs. Diaz                      | 31 janvier 2015   | 2     | 0:39  | Las Vegas, Nevada, États-Unis          | Performance de la soirée                                                        |
| 20-9   | Victoire | Seth Baczynski          | Décision unanime              | UFC on Fox: Werdum vs. Browne                | 19 avril 2014     | 3     | 5:00  | Orlando, Floride, États-Unis           | Combat de la soirée                                                             |
| 19-9   | Défaite  | Martin Kampmann         | Soumission (Guillotine Choke) | UFC on FX: Alves vs. Kampmann (en)           | 3 mars 2012       | 3     | 4:12  | Sydney, Australie                      |                                                                                 |
| 19-8   | Victoire | Papy Abedi (en)         | Soumission (Rear Naked Choke) | UFC 138: Leben vs. Munoz (en)                | 5 novembre 2011   | 1     | 3:32  | Birmingham, Angleterre                 |                                                                                 |
| 18-8   | Défaite  | Rick Story              | Décision Unanime              | UFC 130: Rampage vs. Hamill                  | 28 mai 2011       | 3     | 5:00  | Las Vegas, Nevada, États-Unis          |                                                                                 |
| 18-7   | Victoire | John Howard             | Décision Unanime              | UFC 124: St-Pierre vs. Koscheck 2            | 11 décembre 2010  | 3     | 5:00  | Montréal, Québec, Canada               |                                                                                 |
| 17-7   | Défaite  | Jon Fitch               | Décision Unanime              | UFC 117: Silva vs. Sonnen                    | 8 août 2010       | 3     | 5:00  | Oakland, Californie, États-Unis        | Catchweight (77 kg) Thiago Alves a loupé la pesée.                              |
| 17-6   | Défaite  | Georges St. Pierre      | Décision Unanime              | UFC 100 (en)                                 | 11 juillet 2009   | 5     | 5:00  | Las Vegas, Nevada, États-Unis          | Pour le titre Welterweight de l'UFC                                             |
| 17-5   | Victoire | Josh Koscheck           | Décision Unanime              | UFC 90: Silva vs. Côté (en)                  | 25 octobre 2008   | 3     | 5:00  | Rosemont, Illinois, États-Unis         |                                                                                 |
| 16-5   | Victoire | Matt Hughes             | TKO (Strikes)                 | UFC 85: Bedlam (en)                          | 7 juin 2008       | 2     | 1:02  | Londres, Angleterre                    | Catchweight (78 kg) Thiago Alves échoue lors de la pesée Knockout of the Night. |
| 15-5   | Victoire | Karo Parisyan           | TKO (Strikes)                 | UFC Fight Night 13 (en)                      | 2 avril 2008      | 2     | 0:34  | Broomfield, Colorado, États-Unis       |                                                                                 |
| 14-5   | Victoire | Chris Lytle             | TKO (Cut)                     | UFC 78: Validation (en)                      | 17 novembre 2007  | 2     | 5:00  | Newark, New Jersey, États-Unis         | Combat de la soirée.                                                            |
| 13-5   | Victoire | Kuniyoshi Hironaka (en) | TKO (Strikes)                 | UFC Fight Night 11 (en)                      | 19 septembre 2007 | 2     | 4:04  | Las Vegas, Nevada, États-Unis          |                                                                                 |
| 12-5   | Victoire | Tony DeSouza (en)       | KO (coup de genou)            | UFC 66: Liddell vs Ortiz II (en)             | 30 décembre 2006  | 2     | 1:10  | Las Vegas, Nevada, États-Unis          | Testé positif aux diurétiques.                                                  |
| 11-5   | Victoire | John Alessio (en)       | Décision Unanime              | Ortiz vs. Shamrock 3: The Final Chapter (en) | 10 octobre 2006   | 3     | 5:00  | Hollywood (Floride), United States     |                                                                                 |
| 10-5   | Défaite  | Jon Fitch               | TKO (Up Kick)                 | UFC Ultimate Fight Night 5 (en)              | 28 juin 2006      | 2     | 4:37  | Las Vegas, Nevada, United States       |                                                                                 |
| 10-4   | Victoire | Derrick Noble           | TKO (Punches)                 | UFC 59: Reality Check (en)                   | 15 avril 2005     | 1     | 2:54  | Anaheim, California, United States     |                                                                                 |
| 9-4    | Victoire | Ansar Chalangov         | KO (Punches)                  | UFC 56: Full Force                           | 19 novembre 2005  | 1     | 2:25  | Las Vegas, Nevada, United States       |                                                                                 |
| 8-4    | Défaite  | Spencer Fisher          | Soumission (Triangle Choke)   | UFC Ultimate Fight Night 2                   | 3 octobre 2005    | 2     | 4:43  | Las Vegas, Nevada, United States       |                                                                                 |
| 8-3    | Victoire | Jeffrey Cox             | KO (Knee)                     | KOTC – Payback                               | 25 février 2005   | 1     | 0:15  | Cleveland, Ohio, United States         |                                                                                 |
| 7-3    | Victoire | Jason Chambers (en)     | Soumission (Verbal)           | IHC 8 - Ethereal                             | 20 novembre 2004  | 1     | 4:57  | Hammond (Indiana), United States       |                                                                                 |
| 6-3    | Victoire | Nuri Shakir             | Décision Unanime              | AFC 7 - Absolute Fighting Championships 7    | 17 février 2004   | 2     | 5:00  | Fort Lauderdale, United States         |                                                                                 |
| 5-3    | Défaite  | Derrick Noble           | Soumission (Rear Naked Choke) | AFC 6 - Absolute Fighting Championships 6    | 6 décembre 2003   | 2     | 2:13  | Fort Lauderdale, United States         |                                                                                 |
| 5-2    | Victoire | Marcus Davis (en)       | Décision Partagée             | HFC 2 - Hardcore Fighting Championships 2    | 18 octobre 2003   | 3     | 5:00  | Revere (Massachusetts), United States  |                                                                                 |
| 4-2    | Victoire | Mike Littlefield        | TKO (Punches)                 | Mass Destruction 12                          | 16 août 2003      | 2     | 0:50  | Taunton (Massachusetts), United States |                                                                                 |
| 3-2    | Victoire | Carlos Indio            | TKO (Strikes)                 | BCN 2 - Bitetti Combat Nordeste 2            | 20 mars 2003      | 2     |       | Natal, Brésil                          |                                                                                 |
| 2-2    | Victoire | Fabio Holanda (pt)      | Décision Unanime              | BCN 1 - Bitetti Combat Nordeste 1            | 28 novembre 2001  | 3     |       | Natal, Brésil                          |                                                                                 |
| 1-2    | Victoire | Wilson Belchoir         | KO (Punch)                    | CN 3 - Champions Night 3                     | 8 octobre 2001    | N/A   |       | Brésil                                 |                                                                                 |
| 0-2    | Défaite  | Lucas Lopes             | Décision Unanime              | X - Fight                                    | 28 septembre 2001 | 3     | 5:00  | Brésil                                 |                                                                                 |
| 0-1    | Défaite  | Gleison Tibau           | Soumission (Armbar)           | CN 2 - Champions Night 2                     | 30 juin 2001      | 2     | 3:31  | Brésil                                 |                                                                                 |